# Brunella Bovo
Brunella Bovo (* 4. März 1932 in Padua; † 21. Februar 2017 in Rom) war eine italienische Schauspielerin.

## Leben
Brunella Bovo dient als nahezu klassisches Beispiel für eine Karriere einer Darstellerin, die von der Straße kam und, wenn auch nicht für mehr als einige Jahre, ihre Karriere verfolgen konnte. Ihr Traum schien früh zu Ende (nach einem frühen Auftritt in Ho sognato il paradiso 1949), als sie bei den Vorauswahlen für Schauspielkurse am Centro Sperimentale di Cinematografia ausgesiebt wurde; sie ließ sich aber nicht entmutigen und sprach bei Vittorio De Sica an, der auf der Suche nach einer Hauptdarstellerin für seinen neuen Zavattini-Film war. Das Erscheinungsbild des braven Mädchens einfacher Herkunft, mit melancholischem Blick aus ausdrucksstarken Augen überzeugten den Regisseur, der ihr die Rolle des ungeschickten Mädchens in Das Wunder von Mailand übertrug. Nach einer Arbeit für Federico Fellini in dessen Lo sceicco bianco im Folgejahr 1952 erschienen bis 1961 weitere Filme mit Bovo, die jedoch fast allesamt weniger interessante Gebrauchsware darstellten. Nach 1961 folgten einige Jahre der Ruhe, bevor Bovo 1965, vor allem beim Fernsehen (Processo di Santa Teresa, Il circolo Pickwick), oder unter dem Pseudonym Barbara Hudson in einem Italowestern, noch einige Male vor ihrem Rückzug ins Privatleben zu sehen war.
Ihre Schwester Mariolina Bovo war ebenfalls als Schauspielerin tätig.

## Filmografie (Auswahl)
- 1949: Ho sognato il paradiso
- 1951: Das Wunder von Mailand (Miracolo a Milano)
- 1952: Die bittere Liebe (Lo sceicco bianco)
- 1953: Ein Kind von der Straße (Soli per le strade)
- 1965: Colorado Charlie
- 1968: Il circolo Pickwick (Fernsehserie)